# ماركوس جوري
ماركوس جوري (بالإنجليزية: Marcus Goree)‏ مواليد 11 أكتوبر 1977 في دالاس، هو لاعب كرة سلة أمريكي معتزل. بدأ مسيرته الاحترافية في سنة 2000. يبلغ طوله 6 قدم 9 بوصة (2.1 م). اعتزل اللعب في 2015.

## المسيرة الاحترافية
لعب مع إس تي بي لو هافر في الدوري الفرنسي في موسم 2000–2001، ثم لعب مع سكايلاينرز فرانكفورت في الدوري الألماني في موسم 2001–2002، ثم لعب مع مكابي تل أبيب لكرة السلة في موسم 2002–2003، ثم لعب مع سي بي غران كناريا في الدوري الإسباني في موسم 2003–2004، ثم لعب مع تريفيزو لكرة السلة في الدوري الإيطالي من سنة 2004 إلى 2007، ثم لعب مع سسكا موسكو في الدوري الروسي في موسم 2007–2008، ثم لعب مع زينيت سانت بطرسبرغ في موسم 2008–2009، ثم لعب مع لوفين براونشفايغ في موسم 2010–2011.

## روابط خارجية
- ماركوس جوري على موقع الدوري الأوروبي لكرة السلة (الإنجليزية)
- ماركوس جوري على موقع الدوري الإسباني لكرة السلة (الإسبانية)
- ماركوس جوري على موقع كرة السلة الأوروبية.كوم (الإنجليزية)
- ماركوس جوري على موقع كلية كرة السلة في سبورتس رفرنس.كوم (الإنجليزية)
- ماركوس جوري على موقع ريلجم (الإنجليزية)
- ماركوس جوري على موقع بروبوليرز (الإنجليزية)
- ماركوس جوري على موقع سبورتس رفرنس (الإنجليزية)